# Championnat d'Allemagne féminin de football de deuxième division 2021-2022
Navigation
2020-2021 2022-2023
La 2. Frauen-Bundesliga 2021-2022 est la 18e édition du championnat d'Allemagne féminin de football de deuxième division.

## Changement de Format
En raison de l'arrêt de la compétition lors de la saison 2019-2020 et l'annulation des relégations, le championnat 2020-2021 s'est déroulé avec deux groupes, à partir de cette saison le deuxième niveau du championnat féminin aura de nouveau une poule unique de 14 équipes.

## Compétition
Le classement est calculé avec le barème de points suivant : une victoire vaut trois points, le match nul un et la défaite zéro.
Les critères utilisés pour départager en cas d'égalité au classement sont les suivants :
1. différence entre les buts marqués et les buts concédés sur la totalité des matchs joués dans le championnat ;
2. plus grand nombre de buts marqués sur la totalité des matchs joués dans le championnat.

### Classement
| Rang | Équipe                   | Pts | J  | G  | N | P  | Bp | Bc | Diff |
| ---- | ------------------------ | --- | -- | -- | - | -- | -- | -- | ---- |
| 1    | SV Meppen R              | 61  | 26 | 19 | 4 | 3  | 64 | 20 | +44  |
| 2    | MSV Duisbourg R          | 60  | 26 | 19 | 3 | 4  | 59 | 26 | +33  |
| 3    | RB Leipzig               | 53  | 26 | 17 | 2 | 7  | 70 | 46 | +24  |
| 4    | SG 99 Andernach          | 47  | 26 | 14 | 5 | 7  | 54 | 33 | +21  |
| 5    | Eintracht Francfort rés. | 43  | 26 | 12 | 7 | 7  | 56 | 38 | +18  |
| 6    | FC Nuremberg P           | 41  | 26 | 13 | 2 | 11 | 47 | 43 | +4   |
| 7    | Bayern Munich rés.       | 39  | 26 | 12 | 3 | 11 | 43 | 47 | -4   |
| 8    | FSV Gütersloh 2009       | 32  | 26 | 9  | 5 | 12 | 45 | 46 | -1   |
| 9    | TSG Hoffenheim rés.      | 29  | 26 | 7  | 7 | 12 | 29 | 39 | -10  |
| 10   | VfL Wolfsburg rés.       | 29  | 26 | 7  | 7 | 12 | 26 | 41 | -15  |
| 11   | FC Ingolstadt            | 27  | 26 | 8  | 3 | 15 | 53 | 57 | -4   |
| 12   | SV Elversberg P          | 22  | 26 | 6  | 4 | 16 | 25 | 57 | -32  |
| 13   | SV Henstedt-Ulzburg P    | 19  | 26 | 5  | 4 | 17 | 36 | 74 | -38  |
| 14   | Borussia Bocholt         | 17  | 26 | 5  | 2 | 19 | 31 | 71 | -40  |

| Légende : | Légende : |
| --------- | --- |
|           | Promu en Frauen-Bundesliga. |
|           | Relégué en Regionalliga. |
|           | R Relégué de Frauen-Bundesliga. P Promu de Regionalliga. Pts points ; G victoires ; N matchs nuls ; P défaites Bp buts marqués ; Bc buts encaissés ; Diff différence de buts |

- Les équipes réserves ne peuvent être promues en Bundesliga.